# Ardon de Waard
Ardon de Waard (Amstelveen, 2 maart 1977) is een voormalig Nederlands voetballer die van 1997 tot 2004 als prof uitkwam voor sc Heerenveen, Telstar en VVV. Hij speelde bij voorkeur als middenvelder.
Sinds 2016 is hij directeur van Geloofshelden, een Nederlandse organisatie die de sportwereld wil bereiken met het evangelie van Jezus Christus.

## Clubstatistieken
| Seizoen | Club          | Land      | Competitie     | Duels | Goals |
| ------- | ------------- | --------- | -------------- | ----- | ----- |
| 1997/98 | sc Heerenveen | Nederland | Eredivisie     | 1     | 0     |
| 1998/99 | Telstar       | Nederland | Eerste divisie | 21    | 2     |
| 1999/00 | Telstar       | Nederland | Eerste divisie | 27    | 1     |
| 2000/01 | Telstar       | Nederland | Eerste divisie | 26    | 0     |
| 2001/02 | Telstar       | Nederland | Eerste divisie | 1     | 0     |
| 2002/03 | VVV           | Nederland | Eerste divisie | 17    | 0     |
| 2003/04 | VVV-Venlo     | Nederland | Eerste divisie | 0     | 0     |
| Totaal  | Totaal        | Totaal    | Totaal         | 93    | 3     |